# Dichagyris mesopotamica
Dichagyris mesopotamica là một loài bướm đêm trong họ Noctuidae.